# Дриго, Рикардо
Рикка́рдо Дри́го (итал. Riccardo Drigo, в России Ричард Евгеньевич Дриго; 30 июня 1846[…], Падуя — 1 октября 1930[…], Падуя, Венеция) — итальянский и российский композитор, дирижёр. Заслуженный артист Императорских театров.

## Биография
С детских лет выступал в родном городе как пианист, в отрочестве начал сочинять романсы и вальсы.
Окончил консерваторию в Венеции в 1864 году, ученик композитора Антонио Буццола (в свою очередь учившегося у Гаэтано Доницетти). Работал репетитором в Гарибальди-театре в Падуе, где и состоялся его первый дирижёрский дебют. В 1868 году здесь же была поставлена первая опера Дриго «Дон Педро Португальский». В последующие десять лет завоевал успех на лучших театральных сценах Италии, в частности дирижировал несколько премьер опер Вагнера в театре «Ла Скала». В 1878 году барон Карл Карлович Кистер пригласил Дриго в Санкт-Петербург.
Начиная с 1879 года был дирижёром Итальянской оперы в Санкт-Петербурге, с 1886 года — дирижёр и композитор оркестра балетного состава Мариинского театра.
Под руководством Дриго, в сотрудничестве с балетмейстерами Мариусом Петипа и Львом Ивановым, были осуществлены премьерные постановки балетов Петра Чайковского «Спящая красавица» (1890), «Щелкунчик» (1892) и «Лебединое озеро» (1894, II акт и 1895, новая (посмертная) редакция балета 1877 года), а также балета Александра Глазунова «Раймонда» (1898).
В летнее время гастролировал по Европе, дирижируя крупными постановками и премьерами в Италии, Испании.
Автор многих балетов, в том числе «Волшебная флейта» (1893), «Жемчужина» (1896), «Талисман» (1889), «Арлекинада» («Миллионы Арлекина», 1900), а также нескольких опер.
В 1920 году вернулся в Падую, где продолжал сочинять музыку. В середине 1920-х годов в Падуе планировалась постановка оперетты «Fluffy Raffles», которая не была осуществлена. В 1929 году написал последнюю оперу «Il garofano bianco» («Белая Гвоздика») на либретто Энрико Голишани. Она была поставлена в Teatro Verdi 9 февраля 1929 года под управлением Уго Бенвенути.